# 拉僧仲街道
拉僧仲街道，是中华人民共和国内蒙古自治区乌海市海南区下辖的一个乡镇级行政单位。

## 行政区划
拉僧仲街道下辖以下地区：
新桥社区、新苑社区、华苑社区、新世纪社区、金海社区和西来峰工业园社区。